# Torres de Radio de Madona
Fueron dos torres de radio de madera en la ciudad de Madona en el país europeo de Letonia que fueron construidas y terminadas en el año 1932. Las torres de radio de Madona se utilizaron como medio de comunicación a partir de 1932, el año en que las torres se construyeron, hasta 1944, cuando fueron destruidas por los invasores alemanes durante la Segunda Guerra Mundial. Estas dos torres fueron también las estructuras más altas jamás construidos con madera en Letonia y también las más altas torres de madera jamás construidas con sección triangular.  